# Василий Гросман
Васѝлий Семьо̀нович Гро̀сман (на руски: Василий Семёнович Гроссман) е руски писател и журналист.
Роден е като Йосиф Соломонович Гросман на 12 декември (29 ноември стар стил) 1905 година в Бердичив, Киевска губерния, в еврейско семейство на инженер химик. През 1923 година се установява в Москва, където през 1929 година завършва химия в Московския университет. Работи като инженер химик, но от средата на 30-те години започва да публикува редовно белетристика. През Втората световна война придобива известност като военен кореспондент, като отразява на място целия ход на Сталинградската битка и пише първите публикации за Холокоста в съветския печат. Главното му произведение, романът „Живот и съдба“, завършен през 1959 година, е конфискуван от политическата полиция на тоталитарния болшевишки режим и е запазен само по случайно стечение на обстоятелствата.
През 2012 г. романът „Живот и съдба“ е филмиран в едноименния сериал „Живот и съдба“.
Василий Гросма умира на 14 септември 1964 година в Москва след неуспешна операция на рак на стомаха.